# Perdita albata
Perdita albata är en biart som beskrevs av Timberlake 1968. Perdita albata ingår i släktet Perdita och familjen grävbin. Inga underarter finns listade i Catalogue of Life.